# Chemiczna synteza oligonukleotydów

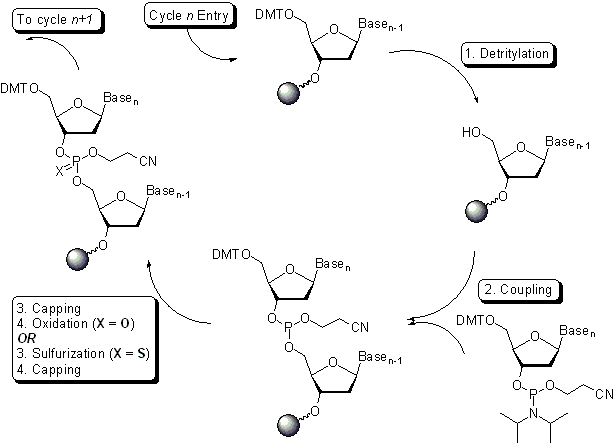
Cykl syntetyczny podczas otrzymywania oligonukleotydów metodą amidofosforynową na podłożu stałym

Chemiczna synteza oligonukleotydów – otrzymywanie metodami chemicznymi krótkich (maksymalnie około 200 jednostek nukleotydowych, zwykle około 20) fragmentów DNA lub RNA (oligonukleotydów) o zdefiniowanej sekwencji zasad nukleotydowych.
Do reakcji wykorzystuje się zazwyczaj jednostki nukleotydowe posiadające w pozycji 3′-O aktywowaną grupę fosforanową lub jej analog, do której przyłączane są kolejno następne jednostki posiadające wolną grupę 5′-OH. Pozostałe miejsca aktywne niebiorące udziału w danej reakcji są zablokowane grupami ochronnymi. Odpowiedni dobór i manewrowanie grupami ochronnymi pozwala na uzyskanie bardzo wysokiej wydajności tworzenia wiązania internukleotydowego (powyżej 99%).
W przeciwieństwie do technik enzymatycznych, metoda chemiczna pozwala na łatwe wprowadzanie różnorodnych modyfikacji we wszystkich elementach syntetyzowanego oligonukleotydu (to znaczy na zasadzie heterocyklicznej, szkielecie cukrowym oraz reszcie fosforanowej). Najczęściej modyfikacje takie stosowane są w celu zwiększenia odporności na enzymy hydrolityczne, polepszenia hybrydyzacji z komplementarną nicią kwasu nukleinowego oraz do wprowadzania znaczników, na przykład fluorescencyjnych. Modyfikowane oligonukleotydy znajdują zastosowanie w terapii antysensowej.

## Grupy ochronne
Najczęściej stosowane zestawy grup ochronnych (blokujących):
- zasady heterocykliczne: grupa benzoilowa, grupa izobutyrylowa, grupa fenoksyacetylowa (grupy zasadowolabilne)
- centrum fosforowe: grupa cyjanoetylowa (grupa zasadowolabilna w metodzie amidofosforynowej), grupa chlorofenylowa lub nitrofenylowa (grupa usuwana oksymami w metodzie triestrowej)
- pozycja 2′-OH rybozy: grupa tertbutylodimetylosililowa (usuwana jonami F−
); grupa tetrahydropiranylowa (kwasowolabilna)
- pozycja 3′-OH: grupa benzoilowa, grupa lewulinylowa
- pozycja 5′-OH: grupa dimetoksytrytylowa (kwasowolabilna).

## Przebieg syntezy

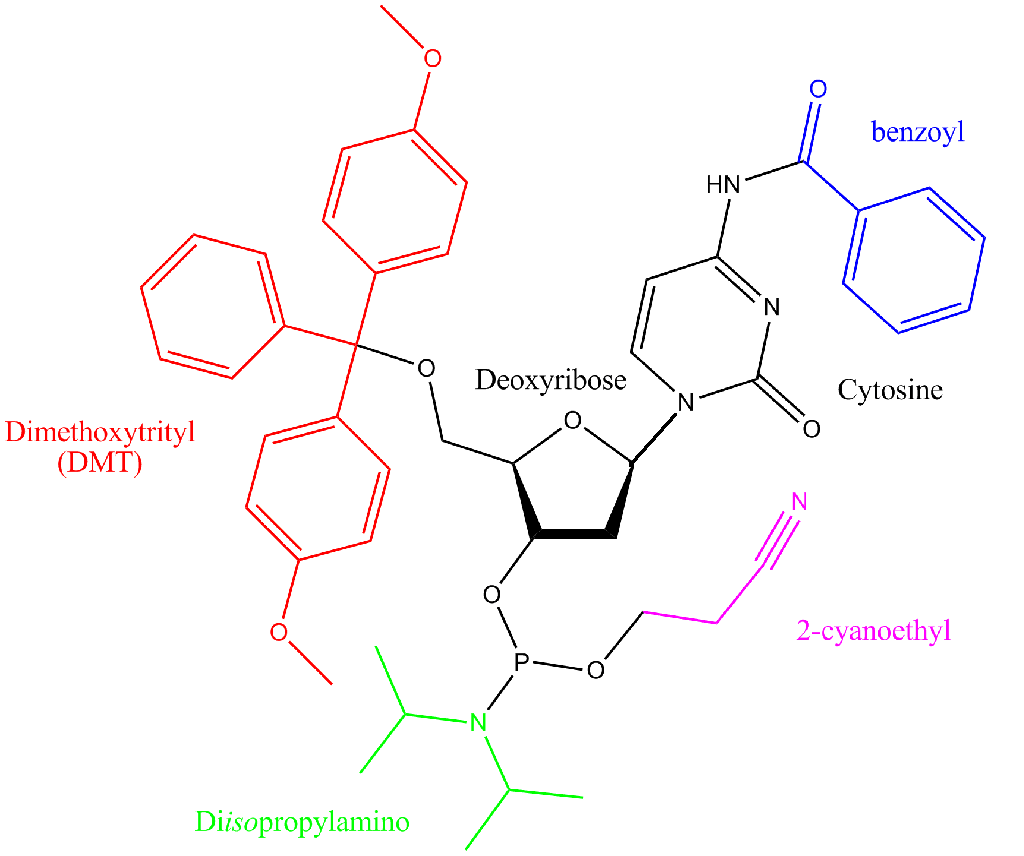
Amidofosforyn deoksycytydyny z grupami ochronnymi:
5′-OH – grupa dimetoksytrytylowa
N4 – grupa benzoilowa
fosfor – grupa cyjanoetylowa

Metody syntezy można pogrupować w zależności od zastosowanej chemii, fazy, skali itp. Obecnie najczęściej stosowana jest automatyczna synteza metodą amidofosforynową na podłożu stałym. Składa się ona z powtarzanych kolejno cykli syntetycznych prowadzących do przyłączania kolejnych nukleotydów do łańcucha oligonukleotydowego rosnącego na podłożu stałym:
- (start) Podłoże stałe posiada pierwszy nukleozyd, przyłączony końcem 3′.
  1. przemycie roztworem kwasu w celu usunięcia grupy DMTr z pozycji 5′-O
  2. przemycie roztworem zaktywowanego 3′-amidofosforynu odpowiedniego nukleozydu. Nukleotyd zostaje przyłączony wiązaniem fosforynowym.
  3. przemycie roztworem jodu i wody w rozpuszczalniku organicznym w obecności katalizatora nukleofilowego. Fosforyn utlenia się do fosforanu.
  4. przemycie roztworem bezwodnika octowego w celu zablokowania grup 5′-OH, do których nie przyłączył się amidofosforyn
  5. powrót do punktu 1. Procedurę powtarza się aż do uzyskania pożądanego oligonukleotydu.

Po zakończeniu syntezy oligonukleotyd podlega procesowi izolacji:
1. końcowe odblokowanie – poprzez umieszczenie podłoża stałego z oligonukleotydem w roztworze amoniaku uzyskuje się:
  - odcięcie oligonukleotydu od podłoża
  - odblokowanie grup ochronnych z zasad heterocyklicznych
  - odblokowanie reszty fosforanowej (β-eliminacja reszty cyjanoetylowej).
2. W przypadku RNA dodatkowym etapem jest odblokowanie pozycji 2′-OH. Grupę sililową usuwa się zazwyczaj w warunkach zbliżonych do obojętnych za pomocą fluorku tetrabutyloamoniowego (TBAF) lub fluorowodorku trietyloamoniowego (TEA·3HF).
3. oczyszczanie produktu za pomocą wysokosprawnej chromatografii cieczowej (jonowymiennej lub w fazie odwróconej) lub elektroforezy (PAGE). Dla krótkich oligonukleotydów (kilka jednostek nukleotydowych) stosować można również chromatografię cienkowarstwową[1].
4. liofilizacja gotowego oligonukleotydu.

## Strategie syntezy

### Podział ze względu na centrum fosforowe
- metoda fosforanodiestrowa
- metoda fosforanotriestrowa
- metoda fosforynotriestrowa
- metoda amidofosforynowa
- metoda H-fosfonianowa

### Podział ze względu na fazę
- synteza w roztworze

Wszystkie reakcje przeprowadza się w roztworze. Po każdym etapie konieczne jest chromatograficzne oczyszczanie produktu. Metoda łatwa do zaadaptowania do skali przemysłowej.
- synteza w roztworze z „kotwicą”

Pierwszy nukleozyd oligonukleotydu posiada kotwicę, czyli cząsteczkę chemiczną (najczęściej glikol polietylenowy) pozwalającą na wytrącenie pożądanego produktu z roztworu, dzięki czemu unika się czasochłonnego oczyszczania związku.
- synteza na podłożu stałym

Pierwszy nukleozyd oligonukleotydu przyłączony jest do podłoża stałego (zwykle jest to szkło o kontrolowanej porowatości lub kulki polistyrenowe) o wielkości ułamków milimetra. Podłoże takie przemywane jest roztworami odpowiednich substratów i rozpuszczalnikami. Pozwala to na stosowanie dużych nadmiarów reagentów (odmywanych następnie czystymi rozpuszczalnikami) i uzyskiwanie bardzo wysokich wydajności.
Odmianą syntezy na podłożu stałym jest synteza mikromacierzy DNA na płytkach szklanych lub z tworzywa o rozmiarach rzędu centymetrów.

### Podział ze względu na wielkość łączonych jednostek
- synteza z monomerów
- synteza blokowa

### Podział ze względu na automatyzację
- synteza ręczna
- synteza maszynowa

### Podział ze względu na skalę
- skala biochemiczna (poniżej 1 μmol)
- skala półpreparatywna (1–10 μmol)
- skala przemysłowa (kilogramowa)